# Cajabamba (provincie)
| Cajabamba                                                 | Cajabamba                        |
| --------------------------------------------------------- | -------------------------------- |
| Harta localizării provinciei în cadrul regiunii Cajamarca |                                  |
| Informații generale                                       |                                  |
| Nume nativ                                                | Provincia de Cajabamba           |
| Țară                                                      | Peru                             |
| Regiune                                                   | Cajamarca                        |
| Fondare                                                   | 11 februarie 1855                |
| Primar                                                    | Wilson Pesantes (2011-2014)      |
| - Capitală                                                | Cajabamba                        |
| - Suprafață totală                                        | 1807,64 km2                      |
| - Districte                                               | 4                                |
| Populație                                                 |                                  |
| An recensământ                                            | 2007                             |
| - Totală                                                  | 74 287                           |
| - Densitate                                               | 41,1/km2                         |
| Fus orar                                                  | UTC-5                            |
| Sit web                                                   | http://www.municajabamba.gob.pe/ |
| UBIGEO                                                    | 0602                             |
| Modifică text                                             |                                  |

Cajabamba este una dintre cele treisprezece provincii din regiunea Cajamarca din Peru. Capitala este orașul Cajabamba. Se învecinează cu provinciile San Marcos și Cajamarca, și cu regiunea La Libertad.

## Diviziune teritorială
Provincia este divizată în 4 districte (spaniolă: distritos, singular: distrito):
| Districtul | Capitala    |
| ---------- | ----------- |
| Cachachi   | Cachachi    |
| Cajabamba  | Cajabamba   |
| Codebamba  | Cauday      |
| Sitacocha  | Lluchubamba |